# Estadi Tumba
L'estadi Tumba (grec: Τούμπα), propietat del PAOK FC, va ser inaugurat el 1959 i reformat per última volta el 2004. El rècord d'espectadors acollits és de 45.252 el 19 de desembre del 1976, al partit PAOK FC - AEK FC, que va acabar 0-0.
Les reformes que es van fer en l'estadi per a utilitzar-lo als Jocs Olímpics d'Atenes del 2004 van completar una nova construcció amb 4 plantes darrere de les portes 1, 2 i 3, amb 14 suites i espais VIP, cabines de premsa amb 200 seients, espais de treball per a periodistes, sales de premsa, despatxos i altres instal·lacions. Les suites tenen capacitats per a 5 persones, excel·lents vistes del terreny de joc i es troben a la tercera i quarta planta. Els seus ocupants arriben per diferents entrades VIP i disposen d'un saló privat amb bar propi. Estan equipades amb aire condicionat, telèfon, televisió amb connexió satèl·lit i minibar. Els ocupants tenen pàrquing gratuït, servei personal i accés directe a tota la informació relacionada amb el partit, la seua programació, notes de premsa, alineacions dels equips...